# Brandi Chastain
Brandi Denise Chastain (San Jose, 21 luglio 1968) è un'ex calciatrice statunitense, campione del mondo con la Nazionale statunitense nel 1991 e 1999 e che nella carriera ha ricoperto ruoli nel reparto difensivo, a centrocampo e in quello offensivo.

## Carriera

### Club
Brandi Chastain si distinse per le qualità di giocatrice alla Archbishop Mitty High School (San Jose) e quindi alla University of California di Berkeley. Tra il 1987 e il 1988 problemi alle ginocchia, che richiesero un intervento chirurgico, la tennero a lungo lontana dai campi di gioco. Passò quindi alla Santa Clara University, dove laureò nel 1991.
Ha al suo attivo un'esperienza nella lega di calcio femminile giapponese (1993), risultando l'unica giocatrice straniera a figurare nella formazione dell'anno del campionato nipponico.
Nel 2001 nacque la Women's United Soccer Association e lei venne chiamata in una delle squadre, la Bay Area Cyber Rays, per la quale giocò sino al 2003. Nel periodo di organizzazione della nuova lega, pur essendo una delle atlete più quotate e quindi in grado di raggiungere un maggiore ingaggio, si pronunciò per una minore disparità nelle retribuzioni delle calciatrici che andasse a favore delle atlete meno note.
Nel 2009, dopo sei anni di inattività in cui è stata commentatrice televisiva, è tornata a giocare nelle file dell'FC Gold Pride per terminare definitivamente la carriera un anno più tardi con i California Storm.

### Nazionale
Brandi Chastain ha fatto parte della nazionale degli Stati Uniti giocando principalmente nel ruolo di difensore ed occasionalmente come centrocampista, collezionando 192 presenze e vincendo due medaglie d'oro olimpiche (Atlanta 1996, Atene 2004) e una d'argento (Sydney 2000).
Spettacolare fu l'esordio in nazionale, il 18 aprile 1991, contro il Messico. Inizialmente in panchina, sostituì una compagna e, schierata per l'occasione come attaccante, realizzò cinque gol contribuendo in maniera significativa alla larga vittoria statunitense (12-0) e così alla qualificazione per i mondiali di quell'anno giocati in Cina e vinti proprio dalla squadra statunitense.
Al Campionato mondiale femminile di calcio 1999 un suo rigore decise la finale vinta dalle statunitensi contro la Cina.
L'ultima partita in nazionale risale al 6 dicembre 2004.

#### L'esultanza ai mondiali del 1999
Acquisì una notorietà planetaria ai mondiali del 1999 quando, per festeggiare il suo rigore decisivo nella finale contro la Cina al Rose Bowl di Pasadena il 10 luglio 1999, si sfilò la maglietta restando con il busto coperto solo da un reggiseno sportivo.

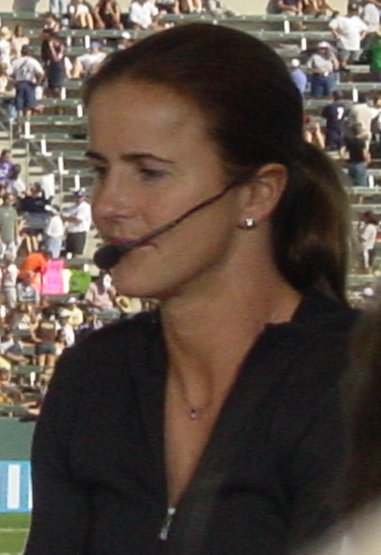
Brandi Chastain nel 2003

La “momentanea follia”, secondo la definizione della giocatrice, diventò una delle più celebri immagini del calcio femminile. Finì sulla copertina di riviste a grandissima diffusione come Newsweek e Sports Illustrated e venne presentata su giornali di tutto il mondo.
Chastain prese anche parte a uno spot pubblicitario della Nike del 2000 che scherzava sull'episodio. La pubblicità la mostrava segnare un gol in una sfida a calcio balilla con Kevin Garnett, giocatore di basket della NBA. Quindi Garnett e i presenti fissavano Chastain finché questa diceva loro: “Che c'è?” e Garnett rispondeva: “Che si fa con la maglietta?”
Anche uno spot pubblicitario italiano del 2001 per un orologio ha preso spunto dall'esultanza di Brandi Chastain, mostrando una giocatrice di calcio, interpretata da Elisabetta Canalis, che dopo un gol festeggia allo stesso modo.
L'episodio è così legato al suo nome che, quando scrisse un libro sullo sport femminile, lo intitolò ironicamente "It's Not About the Bra" (it. "Non riguarda il reggiseno").
Posò anche nuda, ma coperta da palloni da calcio, per la rivista Gear nell'ottobre del 1999.